# Leandro Rodrigues
Leandro Rodrigues (Guarulhos, 31 januari 1982) is een Braziliaans voetballer.

## Carrière
Leandro Rodrigues speelde tussen 2001 en 2012 voor verschillende clubs, in Japan, Brazilië, Servië, Zweden en Hongkong.

## Statistieken (Japan)
| Japan   | Japan        | Japan       | League | League | Emperor's Cup | Emperor's Cup | J-League Cup | J-League Cup | Totaal | Totaal |
| Seizoen | Club         | League      | Wed.   | Goals  | Wed.          | Goals         | Wed.         | Goals        | Wed.   | Goals  |
| ------- | ------------ | ----------- | ------ | ------ | ------------- | ------------- | ------------ | ------------ | ------ | ------ |
| 2001    | Oita Trinita | J. League 2 | 4      | 0      | 0             | 0             | 0            | 0            | 4      | 0      |
| Totaal  | Totaal       | Totaal      | 4      | 0      | 0             | 0             | 0            | 0            | 4      | 0      |